# 富田城 (甲斐国)
富田城（とだじょう）は、山梨県南アルプス市戸田にあった日本の城（城郭）。正確な所在地は不明。戦国時代に西郡の有力国衆大井氏が本拠にしていたと言われる。

## 概要
所在する南アルプス市戸田は甲府盆地西部の釜無川右岸地域に位置する。一帯は釜無・滝沢川の氾濫原で、甲斐・信濃から駿河を結ぶ駿信往還が駿州往還（河内路）が南北に通過する。平安時代後期には大井荘が成立する。近在の宮沢には鎌倉期の集落遺跡である宮沢中村遺跡が所在し、鮎沢には大井氏ゆかりの寺院である古長禅寺がある。近世には戸田村が成立する。
大井氏は甲斐守護武田氏の一族で、室町・戦国期に大井荘へ進出し、戦国期には甲斐の有力国衆や駿河守護の今川氏と結び武田氏に対抗する。
永正12年（1515年）10月から永正14年（1517年）にかけて富田城の戦いが行われた。この戦いの結果、大井信達が武田信虎に臣従し武田家臣となる。信達の娘（大井夫人）は信虎の室となり、嫡子武田信玄（武田晴信）を産んでいる。
『塩山向嶽禅庵小年代記』、『高白斎記』に拠れば、大永元年（1521年）9月に今川氏の武将福島氏が甲斐へ侵攻し、9月16日に富田城は落城したという。『高白斎記』に拠れば富田城を攻略した今川勢は甲府まで侵攻した信虎と対決するが敗退し、富田城で越年し翌大永2年（1522年）1月14日に撤兵している。
信虎はその後甲斐統一を達成し、次代の晴信の頃には今川氏と同盟を結ぶ。